# Liar (пісня Силії Капсіс)
«Liar» (укр. Брехун) — пісня австралійської співачки кіпріотсько-грецького походження Силії Капсіс, з якою вона представляла Кіпр на Пісенному конкурсі Євробачення 2024 в Мальме, Швеція після внутрішнього відбору національним мовником CyBC та посіла 15 місце.

## Про пісню
«Liar» написали Дімітріс Контопулос та Елке Тіл. У заявах для преси, зроблених перед релізом синглу, Капсіс натякнула, що пісня буде у жанрі денс-поп. Пізніше співачка також заявила, що її пісня була спрямована на людей, які живуть «фальшивим» життям, критикуючи їх за те, що вони просувають «соромлення тіла [і] сексуальності».
Чутки про те, що Кіпрська телерадіомовна корпорація (CyBC) вибрала Капсіс для участі в Євробаченні, поширювали грецьке відділення OGAE ще в середині серпня 2023 року. 25 вересня Силію офіційно оголосили представницею Кіпру на Пісенному конкурсі Євробачення 2024. 22 лютого 2024 року Капсіс випустила уривок для просування пісні «Liar».

## Пісенний конкурс Євробачення

### Відбір
19 травня 2023 року мовник Cyprus Broadcasting Corporation (CyBC) оголосив про намір Кіпру взяти участь у Пісенному конкурсі Євробачення 2024. Спочатку CyBC планувала організувати національний відбір, щоб вибрати свого учасника; однак шоу Fame Story, яке збиралися використовувати для цього, було грецьким телешоу. У зв'язку з цим Грецька телерадіомовна корпорація (ERT) погрожувала вийти з Європейської мовної спілки, якщо не буде вжито заходів щодо Кіпру. У результаті CyBC зробив вибір на користь внутрішнього відбору. 25 вересня 2023 року Силія Капсіс була оголошена представницею країни.

### На Євробаченні 2024
Пісенний конкурс Євробачення 2024 відбувся на Мальме-Арені в Мальме, Швеція, і складався з двох півфіналів, які відбулися 7 і 9 травня відповідно, і фіналу 11 травня 2024 року. Під час жеребкування 30 січня 2024 року Кіпр потрапив до першої половини першого півфіналу шоу.
7 травня Силія Капсіс відкривала півфінал Єробачення 2024 під 1-м номером. Пісня «Liar» здобула 67 балів від глядачів та кваліфікувалася до фіналу з шостого місця. 11 травня Кіпр фінішував п'ятнадцятим з двадцяти п'яти країн зі 78 балами, з яких 44 від глядачів і 34 — від журі.